# Neferkare VI.
Neferkare VI., Neferkare Pepiseneb ali Neferkare Kered Seneb je bil faraon Osme egipčanske dinastije, ki je vladala v prvem vmesnem obdobju Egipta približno od 2173 pr. n. št. do 2160 pr. n. št. Po mnenju egiptologov Kima Ryholta,Jürgena von Beckeratha in Darrella Bakerja je bil dvanajsti vladar Osme dinastije.

## Dokazi
Ime Neferkareja Pepiseneba je dokazano na Abidoškem seznamu kraljev (vnos 51) in nikjer drugje. Jürgen von Beckerath domneva, da je istoveten z Neferkare Kered Senebom s Torinskega seznama kraljev. Kot tak bi bil prvi faraon iz Osme dinastije, naslednik Ntyiqrt, ki bi lahko bil Neitikerti Siptah (Nečerkare) s Torinskega seznama kraljev. Na Torinskem seznamu je na mestu, kjer bi morali biti Sedma in Osma dinastija, velika praznina. Poudariti je treba, da sta bila oba seznama napisana mnogo kasneje v Devetnajsti dinastiji (1293-1185 pr. n. št.), primarnih dokazov iz 22. stoletja pr. n. št. pa ni.

## Ime
Pridevek Kered, dodan k imenu Neferkare Pepiseneb na Torinskem seznamu kraljev pomeni "otrok" ali "mlad". Njegovo ime "Neferkare Kered Seneb"  se zato običajno prevaja kot Neferkare otrok je blagodejen, Neferkare mlajši je blagodejen ali Neferkare mlajši je zdrav.
Faraonov pridevek je predmet več hipotez. Hratch Papazian domneva, da ga je dobil zaradi svoje mladosti.
Darell Baker in  Kim Ryholt domnevata, da je pridevek Kered napaka pisarja, ki je sestavljal Torinski seznam kraljev. Pisar naj bi ime Pepiseneb zamenjal z imenom Kered Seneb. Napaka bi lahko bila posledica poškodbe starejšega dokumenta, s katerega je pisar prepisoval imena.
Tretja, bolj verjetna teorija, imeni Kered in Pepiseneb povezuje s faraonom Pepijem II. Neferkarejem, zadnjim velikim faraonom Starega kraljestva, ki je bil s 94 leti vladanja (2278 – 2184 pr. n. št.) verjetno najdlje vladajoč monarh v zgodovini.

## Vladanje
Neferkare Pepiseneb je po mnenju Kima Ryholta vladal najmanj eno leto.

## Vir
- Smith, W. Stevenson. The Old Kingdom in Egypt and the Beginning of the First Intermediate Period. The Cambridge Ancient History, vol. I, part 2, ed. Edwards, I.E.S, in drugi. str. 197. Cambridge University Press, New York, 1971.

| Neferkare VI. Osma egipčanska dinastija |                                                       |                           |
| Vladarski nazivi                        |                                                       |                           |
| Predhodnik: Neferkahor                  | Faraon Egipta najmanj 1 leto, 22. stoletje pr. n. št. | Naslednik: Neferkamin Anu |